# 易拉罐

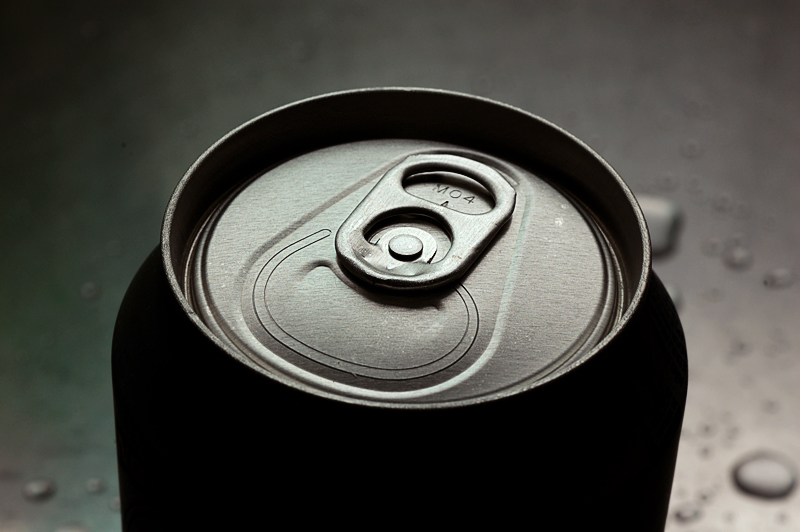
1980年代開始流行的易拉罐設計

一罐易開罐裝青島啤酒，拉環屬於早期的分離式設計，攝於2009年

易拉罐，是一種金屬容器，內部採用聚合物材質，以铝、或鍍錫鋼製成，內部則塗有環氧樹脂或聚合物。铝制易拉罐占到易拉罐的95%以上，用於盛裝定量的液體，例如碳酸軟性飲料、酒精飲料、果汁、茶、涼茶、能量飲料等。它有一個易拉環，不用開罐器就可以輕易拉開。如此包裝設計最適合即興消費，便利消費者。

## 歷史
在1962年美國俄亥俄州代頓的厄尔默·C·弗莱兹，改良了飲品的開罐設計，技術發展至今。
用於飲料的早期易開罐，其拉環拉開後會與罐體分開，不僅使用不便，且拉環丟棄後會割傷人或讓動物誤食造成傷害。改良後的拉環設計往罐內頂開，拉環不會與罐體分開，改善了舊式拉環的缺點。然而顶进罐内的部分会浸泡进饮料中，这引发了关于卫生安全的讨论。

## 使用
鋁罐有較佳密封性、延展性，適合低溫充填，故與鐵罐相比，會產生氣體的飲料如碳酸飲料、啤酒是以鋁罐盛裝，不以鐵罐盛裝。

## 罐内涂层
对于易拉罐而言，无论盛载何种物质都需要考虑罐内涂层的问题。因为饮料中的所含防腐剂苯甲酸钠、亞銅離子及銅離子会增强内容物对罐壁的腐蚀，而糖则会降低腐蚀性。并且糖可以吸收二氧化碳，降低罐内压强。还可以抑制其它腐蚀反应，饮料中的柠檬酸和磷酸也会增加饮料的腐蚀性。各种氯化物则会使腐蚀性大大提升。通常使用的涂层材料有各类树脂，如乙烯基、丙烯酸、聚酯、油性树脂，甚至是苯乙烯、聚乙烯或聚苯烯，还有蜡。由于内层需要使用涂布树脂属交联反应，因而需要额外添加交联剂，最常用的是（BPA）。约有百分之八十的环氧树脂涂层都使用BPA作为交联剂。但目前BPA的使用安全在业界尚有疑问，有人认为其为，会影响人体荷尔蒙。

## 回收利用
飲料容器可以回收，清潔鋁材仍具有剩餘市場價值，但由於罐體側面和頂部採用不同的合金，回收的罐體仍需稀釋高達50%的原生鋁。 「舊飲料容器」（Used Beverage Container）的縮寫「UBC」被蘋果等公司用來指稱其便攜式筆記型電腦外殼的材料。

## 外部連結
- Beer can history
- Pull tab fundraiser myth
- The Ingenious Design of the Aluminum Beverage Can – Prof. WS Hammack